# 依田氏
依田氏（よだし）は、日本の氏族。『尊卑分脈』によると清和源氏（多田源氏）満快流（源満仲の弟）。依田は信濃国小県郡依田荘に由来する。

## 出自
源満快の曾孫・源為公が信濃に下向し、信濃守となり、現在の長野県上伊那郡箕輪町上ノ平に居館を構え、主に南信濃に広がる信濃源氏の祖となった。依田氏の祖は為公の六男依田六郎為実とされ、東信濃の小県郡に依田城を築いて本拠地とした。
江戸幕府が編纂した寛永諸家系図伝によれば、源経基の嫡男、源満仲流とする家系が存在する。その説によると、満仲の次男、源頼親直系の親治が大和の宇野に住しており、その子の有氏が信濃に下向し、小県依田に築城して依田を称した。頼親の弟、頼信は、新田氏、足利氏、武田氏等の祖となった。

## 出自補遺
国史に現れる「依田」の最古の記述は、『日本書紀』の第七段一書（三）のものである。「一書曰、是後、日神之田有三處焉、號曰天安田・天平田・天邑幷田、此皆良田、雖經霖旱無所損傷。其素戔嗚尊之田、亦有三處、號曰天樴田・天川依田・天口鋭田、此皆磽地、雨則流之、旱則焦之」。素戔嗚尊（スサノオ）が所有する土地のひとつ「天川依田」として記されている次に古い記述は、『続日本紀』の神護景雲二年十二月紀にある「土佐國土佐郡人神依田公名代等四十一人賜姓賀茂」である。歴史学者の山本大氏が編者となった「郡頭神社」『式内社調査報告 第9巻』（式内社研究会編　皇學館大学出版部、1987年）においては、神依田は、地名の神田（こうだ）を表すと説明されている。しかしながら、明治30年に刊行された国史体系では、神依田に「かん　よだ」とルビが振ってある。
系譜学の大家、太田亮氏は、神依田公を依田氏と認め、「三輪氏の族」と説明する。著書、『姓氏家系大辞典』によれば、三輪氏（君）は「出雲の神の嫡裔と伝えられ、大国主命譲国の後は、出雲神族中の嫡流たりしが如し。大和国磯城郡三輪山を根城とし、大三輪の神、即ち大物主神を奉斎して、威を近隣に奮いき」とされている。
史家の志賀剛氏は、著書「式内社の研究」において、奈良県城上郡の式内社「宇太依田神社」を解説する際に、「続日本紀に『土佐国人神依田公（みわよりた）』が見えるが、あるいはここの依田の出自であったのであろう。この神（みわ）は大三輪を指すであろうから備前の地は大三輪の神戸（かんべ）であったかもしれない」と記している。宇太依田神社周辺を土佐国人神依田公の出身であるとする志賀氏の説に対して、『奈良県史』は、「明確し難い」と論駁している。その一方で、系図学者の宝賀寿男氏は、神依田公を都佐国造の族裔としている
太田氏は、信濃国小県郡依田より起こった依田氏は、科野国造の後裔の金刺氏流と説いている。金刺氏は、多氏の流れであり、多氏は神武天皇の第二皇子、神八井耳命の後裔とされる。
大正11年に発行された、『小県郡史』では、小県郡の武家を時系列的に解説する際に、まず最初に他田氏、次に滋野氏、その次に依田氏が起こったと説明している。依田氏より、先に起こった、他田氏、滋野氏をともに依田氏の祖と見做す説がある。長野史学会会長を務めた郷土史家の一志茂樹氏は、「依田氏は、（後述の通り、神武天皇の後裔）他田真樹の後裔」との説を唱えている。その一方で、日本家系協会が刊行した「依田一族」（武田光弘編集）においては、「平安時代後期に、海野荘の庄官に海野小太郎幸経（幸高）という者が居り、その子孫が海野氏、禰津氏、望月氏に分れ、海輪氏（誤字・本文ママ）からは真田氏が出たが、その前に依田氏の系が分出していたということになる」との説が展開されている。その論拠となる史料は、（滋野）盛忠が芦田七郎・信州依田祖と記された「滋野氏三家系図」である。ところが、この「信州滋野氏三家系図」（いわゆる「滋野氏系図」）については、上田・小県誌（1980）において、「後世の付会が多く、到底これを以て確実な根拠とすることはできない」「『小県郡史』『姓氏家系大辞典』が何れもこのことの疑わしいことを述べているのは、確かな史料に基づいた系図ではないからである」との評価を受けている

## 歴史

### 平安時代
為実の子・依田次郎実信は治承4年（1180年）源義仲に依田城を明け渡し、義仲は依田城にて挙兵する。依田氏も他の信濃武士と共に源義仲軍に加わり上洛する。倶利伽羅峠の戦いでは、10万余騎を率いた平氏を討つために、義仲は５万騎を七手に分けて臨んだ。源平盛衰記においては、７軍の大将のうち、信濃小県から従軍したとされる「宇野彌平四郎行平」「余田次郎」「円子小中太」が記されており、それぞれ「海野彌平四郎行平」「依田次郎」「丸子小中太」を指している。依田（余田）次郎らが進攻を命じられたのは、木曽義仲軍の最右翼に当たる北坂口の軍路であった。義仲は、後白河法皇の庇護を巡り、源頼朝、源義経と対峙、寿永3年（1184年）、近江国粟津で討ち死にする。これに伴い、依田氏は依田庄を失い一族は各地に散ったとされ、一部は近隣の飯沼の地に残留して飯沼氏と称した。依田氏と義仲については、初代の依田為実の母が源義賢（義仲の父）の娘だった縁とされる。

### 鎌倉時代
源頼朝は、義仲の勢力を掃討するために、義仲の拠点となった塩田庄へ、股肱之臣（ここうのしん）であり、島津氏の祖である惟宗忠久（島津忠久）を地頭として送った。鎌倉幕府は義仲が拠った依田城のある依田庄に対しては、将軍源実朝の代に、源氏と深い縁がある八田氏（のちの茂木氏）をして地頭職に命じた。鎌倉幕府成立後は、依田庄を失うなど勢力を削がれていたが、まもなく得宗家の家臣として勢力を回復したとする説がある。得宗被官化を唱える説では、正安2年（1300年）に、得宗被官あるいは御内人であった大蔵宣時と同等の扱いで、依田五郎左衛門行盛が、鎌倉幕府執権の遣いとなって九州へ出向した史実に重きを置く。得宗被官化の端緒となったのは、依田資行が承久の乱において幕府側にくみした史実が考えられる。一方、北条氏の執権体制を強固なものとした、和田合戦において北条方につき、討ち死にした武家の中に与田小太郎がおり、これを依田小太郎と解し、この時点で鎌倉幕府の御家人だったとする説もある。得宗被官（御内人）の威光によって、3代将軍・源実朝から地頭に任命された茂木氏の本領安堵とされていた依田庄が再び依田氏の支配下に戻った。行盛の弟、朝行は官名・中務丞を授かり、鎌倉幕府の奉行衆・評定衆を務めた。

### 南北朝時代・室町時代
鎌倉幕府滅亡後、足利尊氏の興隆に疑心を抱いた後醍醐天皇は、皇子の護良親王を征夷大将軍に任命した。尊氏には、鎮守府将軍などの地位を与えて軍の指揮権を与えなかった。このように、南北朝の時代前後から、後醍醐天皇の周辺では実子=皇子を擁立する動きが出てきた。尊氏の弟、足利直義が相模守に任命される前に、後醍醐天皇の腹心の北畠親房は、実子の顕家を陸奥守として、後醍醐天皇の皇子、義良親王を擁して陸奥に下った。後醍醐天皇は、この後、直義を相模守に任じ、8歳の皇子、成良親王を擁して下ることを許可した。やがて、観応の擾乱が起き、尊氏と直義は反目し合うことになり、南朝方に付いた直義が没した。その直後、南朝方の新田義宗・義興らが上野（群馬）に挙兵し、隣国の信濃の直義派の諏訪氏も、宗良親王を擁して挙兵した。宗良親王挙兵の中心となったのは、神家（諏訪氏）と滋野氏一族だった。宗良親王擁する信濃武士の行軍は、応安７年（文中３年・1374年）に宗良親王が吉野に帰るまで続く。長野県史は、観応の擾乱前夜までの南北朝期における信濃武士を区分けし、「足利氏について奉行となり力を持っていたが、政務を担当することが多く、合戦資料には登場しない氏族」として、諏訪氏の傍流の円忠系とともに、依田氏を挙げている。「ずっと足利がたに属し、各地で転戦した氏族」の中では、小笠原氏が筆頭格となっている。小笠原氏は、政長の代には守護に任命されており、庶流の大井光長が守護代に就任している。大井光長は、小笠原氏の始祖、小笠原長清の孫（あるいは子との説もある）である。
南北朝時代から室町時代にかけて、依田氏から幕府評定衆・奉行衆・奉公衆に少なくとも9人が就いている。足利尊氏の代においては、依田中務大夫入道元義（幕府奉行）、座衛門尉貞行（幕府奉行）、足利義詮・足利義満の代には、左近大夫時朝（評定衆）、足利義持の代には、座衛門大夫秀□（幕府奉行）が就いており、その後は、中務丞秀朝（幕府奉行）、中務丞光朝（幕府奉行）と続く。奉公衆には、依田九郎、依田孫九郎が就いている。幕府の要職に命ぜられるのは建武2年（1335年）から文明年間まで続き、依田氏は在府と在地に分かれる事になる。応永9年（1402年）、室町幕府は信濃国を幕府料国と定めて、幕府奉行人の依田左衛門大夫季□ほか１名を代官として下向させた。
評定衆に21年間就いた朝時は、尊氏の死後、義詮が将軍職につく５日前に開かれた御評定の席にまず奏事役で列席した。その後、諏訪円忠らと共に尊氏の一周忌を取り仕切った。岩清水八幡宮の神殿造営、京都賀茂神社の造営、臨川寺の五山昇格、足利氏の菩提寺等持寺の十刹昇格などを奉行した後、評定衆に迎えられた。
「日本書紀」の「天武紀」には、「天武十三年二月二十八日、三野王、小錦下采女臣筑羅等を信濃に遣して、地形を看しめたまふ。是の地に都のつくらむとするか」「天武十四年十月十日、軽部朝臣足瀬、高田首新家、荒田尾連麻呂を信濃に遣わして、行宮を造らしむ」とある。この記録は、天武天皇が信濃への遷都を画していたことを表すが、遷都構想については、佐久郡を候補地とする説もある。室町時代前後から、在地の依田氏は、佐久郡の平原などに進出し、平尾氏、平原氏等を名乗った。信濃守護・小笠原氏の分流である、大井氏に従臣した影響によるところが大きい。鎌倉公方足利持氏の遺児である永寿王丸を扶育し、成年した永寿王丸が鎌倉公方足利成氏として鎌倉府を復興させるなど、大井氏は名門としての責を担った。その大井氏が佐久を所領していたたことから、従臣した依田氏は佐久郡に進出した。
ただし、依田氏の佐久郡・芦田への進出を巡り、大井氏に従臣した時期における論争がある。在地の依田氏が大井氏に恭順したのは、永享8年（1436年）に小笠原氏・大井氏との戦いに敗れた後とする解釈がある。長野県史および長野県佐久市の史書「佐久市志」はともに、「芦田氏は小県郡丸子の依田一族と推定されている」と記し、同解釈に拠る論陣を張っている。この説によれば、依田芦田氏によって、自領の鼻先に芦田古城（芦田古町）を築城された大井持氏は激怒し、室町幕府の後ろ盾を得て、信濃守護小笠原政康率いる軍が挙兵し、依田芦田氏を降伏させたことになる。一方で、幕府8代将軍・足利義政が発した、御教書を以って、依田氏の芦田進出の時期を判断する立場もある。足利義政の記したところの「芦田下野守」は、依田氏の同時期の系図・系譜には存在しない、永享元年（1429年）には、鎌倉時代より続く大井法華堂の先達職に依田氏が就任していた、等の史実に裏付けられたうえで、信濃守護小笠原氏・大井氏の陣営にあった、依田右衛門尉経光が永享８年（1436年）に芦田に進出して芦田氏を名乗ったとする。これによれば、依田氏は、在府での地位を賭するような、足利義政の不興を買う振る舞いはせずに、大井氏との関係を良好に保っていた。足利義政の命を受けて、信濃守護小笠原氏・大井氏陣営が戦ったのは、滋野氏の流れを汲む、芦田氏、海野氏、根津氏であった。
依田庄から芦田郷に入部した依田右衛門経光の子、備前守光徳から芦田姓を称するようになった。その子右衛門太夫光玄には二子があり、前妻との間の子どもである長子の左衛門太夫孝玄のほか、後妻との間に第二子の義玄がいた。後妻は、わが子義玄の家督相続を企て、孝玄を御嶽堂城に移したうえで、乳母と家臣の布施、小平両氏の手で、文明9年（1477年）に謀殺した。芦田城内における相次ぐ事件を受け。義玄は、孝玄の霊を供養するため、芦田、御嶽堂２つの領内に依田大明神を建立したうえで、剃髪し仏門に入り玄栄済と称した。
義玄が没した天文６年（1537年）に、家督を相続した長子、信守は10歳に満たない幼少の身だった。天文10年（1541年）５月、武田信虎は諏訪頼重とともに小県に入り、海野平に祢津、海野を討ち真田氏を追った>。武田信虎は大軍を率いて佐久郡に侵入し、土豪や武将を降伏させた。諏訪頼重は帰途、芦田城を攻略し、幼少の信守を諏訪に連れ去ったうえで臣従させた。翌年の天文11年（1542年）、諏訪頼重は、信虎を退けた武田晴信によって滅ぼされた。
信守は、天文18年（1549年）、居城を芦田城から春日城に移し、永禄3年（1560年）に武田氏へ正式に臣従した。武田氏は、佐久郡平定後に東北信濃を制圧し、さらに西上野に進出した。武田信玄は、永禄９年（1566年）、北条氏に備えるために、武蔵国堺にある上野国の浄法寺を芦田信守に与え周辺を知行地とした。「武田三代軍記」等が示す通り、下野守信守は、武田氏の有力な信濃先方衆となった。武田氏は、躑躅ヶ崎館の周辺に有力な國人（土豪）を屋敷地を与えて住まわせており、下野守信守も屋敷を構えていた。その他の依田流の武家では、相木（依田）市兵衛も屋敷を与えられていた。

### 戦国時代
2万5千の兵を率いた武田信玄は元亀3年（1572年）、信州経由で徳川家康所領の遠江へ攻め込んだ。武田信玄の別働隊の将であった秋山信友は、美濃に侵入し、織田信長方の要衝である岩村城に迫った。当時岩村城主の遠山景任は亡くなっており、未亡人で織田信長の叔母おつやの方が城主を代行していたが岩村城を秋山勢に包囲されると降伏の条件として秋山信友の妻となることと、養子として預かっていた信長の子御坊丸を武田方に引き渡し武田方の軍門に下った。これを聞いた信長は激昂し、１万の兵を率いて出陣した。うち5千を岩村城奪還のために向かわしたが、将である遠山景行は、700の寡勢の芦田信守・芦田信蕃親子の前に破れた。芦田親子は景行の首級を上げた。
信守の子・信蕃の代に武田氏が滅亡、当時駿河国の田中城に居た信蕃は城を明け渡し、徳川氏の庇護下に身を寄せる。本能寺の変により信濃の織田勢力が瓦解し、旧武田領が徳川・北条・上杉の争奪地となると（天正壬午の乱）、信蕃は当初は後北条氏に属し、その後徳川氏に属して佐久地方で活躍。当初北条方であった真田昌幸を徳川方に寝返らせる等の功績で、佐久・諏訪の二郡を与えられ小諸城代となる。しかし、佐久で唯一残った北条方の岩村田大井氏が立て篭もる岩尾城攻めで、弟・信幸と共に戦死を遂げる。

### 安土・桃山時代
徳川家康は、天正11年（1583年）に信蕃の嫡男・竹福丸を浜松城に呼び、松平姓を授けると共に、諱である「康」の一字を与え、松平源十郎康國と名乗らせた。重臣である大久保七郎右衛門忠世を、14歳であった康國の後見役とした。このため、康國以降を依田松平氏と称する場合がある。大久保忠世の後見を得た康國は、最後に残った北条氏方の小諸城代、大道寺政繁を攻略し退けた。佐久地方は平定し、家康は、松平康國（依田康国）を小諸城主とした。康國は、佐久の本領6万石に加え、駿河2万石、甲斐国2万石の合わせて10万石の大名となった。家康は、康國の常備軍として依田肥前守に47騎、足軽200人を付し稲荷山城に置いた。康国は天正13年（1585年）の第一次上田合戦で初陣を果たすと、丸子城攻略に手柄あった。康國は大久保忠世またはその代理である弟の彦左衛門忠教の後見を受けていたが、天正14年（1586年）に徳川氏と真田氏の和睦が成立すると大久保氏は佐久から退き、康國は徳川氏傘下の国衆として佐久郡に一円支配を確立した。天正18年（1590年）には、相木白岩に挙兵した、依田能登・伴野刈部を破り、伴野刈部の首級を取った。討ち取った騎馬数は380に達した。家康の命により小田原征伐で上野国に出陣し、西牧城を陥す。総大将であった豊臣秀吉は徳川家康宛の書状で、康國の働きによって信濃衆を討ち取った事を讃え、家康からも言葉を掛けるようにと記している。同年、康國は石倉城で戦死を遂げる。

### 江戸時代
康国の死後は弟・康真が家督を相続し、徳川家の関東移封に伴って武蔵国榛沢郡と上野緑野郡に3万石を与えられ、藤岡城主となる。それに先立つ天正14年（1586年）、徳川家康自ら福千代丸（康真）の髪を整え、松平姓、諱の「康」、腰物、髪道具等を下賜し元服させた。豊臣秀吉は、康真に豊臣姓を与えている。しかし関ヶ原の戦いを控えた慶長5年（1600年）1月23日、大坂の旅宿で囲碁をしていた際、同僚の小栗三助なる者を喧嘩口論の末に殺害してしまう。これが原因で高野山に蟄居し藤岡藩3万石は改易。徳川家康の次男・結城秀康の許にお預けとなる。結城秀康は越前福井へ封じられ松平秀康となった。康真は松平秀康に仕える事になる。この頃、秀康は家康の命により上杉景勝と対陣しており、下野国宇都宮において康真を召し出したという。依田康真は松平姓をはばかり、母方の加藤姓を名乗り、加藤康寛と改名し、越前国木本5000石を与えられた。子孫は芦田姓を名乗った。福井藩内での家格は、筆頭家老の越前府中本多家に次ぐ、十六家を示す上位の「高知席」だった。また、康真自身は終生、依田姓で通していたとも伝わる。元和9年（1623年）に死去したと言われるが、没年には異説もある。

## 佐久市八幡の依田家
佐久市八幡(旧南御牧浅科村）の依田氏は、長野県屈指の地主であり、農地解放が実施されるまで長野県の高額納税者1位の常連であった。八幡の依田氏は、仙右衛門を通称として、遠祖は小諸城主依田氏の庶子の一人であった。小諸城主依田氏が、上州藤岡城主となった際、これに随従せず土着帰農した。元禄15年（1702年）から維新まで小諸城主となった牧野氏から馬上を許され奏者格の格式が与えられた。また依田氏の邸宅にたびたび藩主・牧野氏が立ち寄った（小諸領内旧家録等）。依田仙右衛門家の江戸時代を通じての文書約1万点は、現在早稲田大学図書館に「依田家文書」として保管されている。依田専左衛門家は、専右衛門家の分家である。藩主の国替えに随従しない事を例としていた小諸藩の御城番組の番士（卒族）にも、依田姓が散見される。

## 芦田姓の武家
東信で芦田を名乗った武将は、滋野氏系と依田氏系に分かれる。
滋野氏系の芦田氏は鎌倉時代から佐久郡芦田に館を構えており、その系譜は、滋野滋氏王ー蔵人敦重ー又三郎為重ー法師僧光ー盛弘ー芦田七郎盛忠ー備前守朝ー下野守氏久となる。
永享元年（1429年）、室町幕府六代将軍に足利義政が就任すると、鎌倉公方足利持氏はこれに反発し、関東管領の上杉憲具の諌めにも耳を貸さずに、幕府に対する決戦に備えるため、鎌倉に味方する東国武将に下知状をもって出兵を促した。滋野系芦田氏の下野守もこれに呼応し、関東出兵のため小県郡芝生田まで兵を進めた。これに対抗したのが、信濃守護小笠原政康の祖からの分流である、大井越前守持光だった。この噂を耳にした将軍足利義政は、御教書を発した。
「大井越前守と芦田下野守不快の事、然るべからざる候。早々和睦すべきの旨仰せ出され候。よって東国の面々御教書なされ候おわんぬ。若し尚事行かずんば、美濃・越後の御勢差し遣わさるべきの由、沙汰申すべく候の段堅く仰せ含められるべく候以上　　　二月十七日　永享七年　　小笠原殿　　足利義政　　花押」
滋野系芦田氏は、将軍義政の調停案を一蹴し、芝生田氏の協力を得て、芝生田城、別府城の両城に立てこもり、幕府が後ろ盾となった、信濃守護小笠原政康、越後守護長尾邦景、大井持光の連合軍を迎え撃つ体制を取った。小笠原政康は、依田右衛門尉経光と、高井郡井上一族の米持次郎光遠をもって、滋野芦田氏を攻略し滅亡させた。
依田右衛門尉経光の子、備前守光徳から芦田姓を称するようになり、信蕃の父下野守信守まで、嫡流だけが「芦田」、傍系は依田姓を名乗ったが、信蕃の代から依田姓を使用した。

## 系譜
```
＜
平安時代
中期 - 
鎌倉時代
中期＞ 
[
76
]
  ※ 
太線
は実子、細線は養子。
```

```
  
源満快

　  ┃
　 
満国

　  ┃
　 
為満

　  ┃
　 
為公

　  ┣━━━━━━━━━┓
 
伊那為扶
            
依田為実

　  ┃　            　　┣━━━┓
 
依田為実
              
実信
    
豊平

　  ┃　　　　　┏━━━┻━━━┓
 　
実信
   　　 
信行
    　　　　
行俊
（飯沼太郎）
　              ┃　        　　┃
 　     　
手塚氏
/
諏訪氏
    
資行
（飯沼三郎）
　                　    ┏━━━┫
 　                    
常遠
    
唯心

　                　            ┣━━━┓
 　                            
行盛
    
朝行
```

```
＜
戦国時代
 - 織豊時代＞  （依田氏/芦田氏）　 
源満快
流　 
朝行
 より続く
[
77
]
```

```
 　 
依田備前守津補良玄

　　┃
　 
信守

　  ┣━━━┓
　 
信蕃
    
信幸

　  ┣━━━┳━━━┓
　 
康国
    
康勝
    
康寛
```

```
＜戦国時代 - 織豊時代＞  （依田氏/相木氏）
```

```
  系未詳
　  ┃
 
相木昌朝
（依田昌朝）
　  ┃
　 
常林
```